# Halálcsapda (Odaát)
A Halálcsapda (Devil's Trap) az Odaát című televíziós sorozat első évadjának huszonkettedik epizódja.

## Cselekmény
Apjuk elfogása után a fivérek egy régi vadász ismerős-baráthoz, Bobby Singerhez mennek, hogy segítséget kérjenek. Beszélgetésüknek -melyben szó esik az egyre több démon által megszállt emberekről- azonban Meg vet véget, ugyanis betör Bobby roncstelepére és az életükre tör. A lányt végül a démonvadászok egyik leghatásosabb csapdája, a plafonra festett ördögcsapda fogja el, melynek hatásaként Meg elveszíti minden démoni erejét és nem tud kijönni hatása alól. Mivel a démonlány nem hajlandó elmondani John hollétét, a fiúk kiűzik belőle a gonoszt, ám így az igazi Meg a korábban elszenvedett zuhanás következtében meghal, előtte azonban még elárulja, hol tartják fogva a fivérek apját.
Dean és Sam így betörnek az említett hotelbe, és egy tűzriadóval elvonva a démonok figyelmét, kiszabadítják apjukat. Az utcán Dean újabb töltényt pazarol el a Coltból, ezúttal Meg fivérét, Tomot öli meg.
Miután visszatértek a búvóhelyre, Deannek feltűnik, hogy apja nem szól semmit a pisztollyal kapcsolatban, ezért gyanakodni kezd, hogy megszállta egy démon. Félelme beigazolódik: a Sárgaszemű démon, Azazel által megszállt férfi önmagából kifordulva elfogja a fiúkat, majd közli Sammel, hogy tud látnoki képességéről, és hogy tervei vannak még vele, és a "hozzá hasonló gyerekekkel", ezen kívül közli, hogy a Pokolra küldött Meg és a megölt Tom a démoni gyermekei voltak. Mikor Azazel végezni készülne Deannel, John egy pillanatra visszanyeri uralmát teste fölött, és ez Samnek elég időt ad arra, hogy megkaparintsa a Coltot. Mivel nem akarja megölni apját, csak John lábát lövi meg, így a démon sem hal meg, de elhagyja a férfi testét.
A történtek után Winchesterék újra autóba ülnek, ám nem sokkal indulásuk után egy démon vezette kamion beléjük hajt…

## Természetfeletti lények

### Démonok
A démonokat a folklórban, mitológiában és a vallásban egyaránt olyan természetfeletti lényként, gonosz szellemként írják le, melyeket meg lehet idézni, és irányítani is lehet. Közeledtüket általában elektromos zavarok jelzik, maguk mögött pedig ként hagynak.

## Időpontok és helyszínek
- 2006. október 31. – november 2.

– Salvation, Iowa
– Sioux Falls, Dél-Dakota
– Lincoln, Nebraska
– Jefferson City, Missouri

## Zenék
- Triumph – Fight The Good Fight
- Joe Walsh – Turn To Stone
- Creedence Clearwater Revival – Bad Moon Rising

## Külső hivatkozások
- Supernatural-Devil's Trap az Internet Movie Database oldalon (angolul)